# Selim al-Sajegh (biskup)
Selim al-Sajegh (właśc. Salim Sayegh; ur. 15 marca 1935 w Rumaimin) – jordański duchowny rzymskokatolicki, biskup pomocniczy łacińskiego patriarchatu Jerozolimy i wikariusz generalny dla Jordanii rezydujący w Ammanie w latach 1982–2012, od 2012 biskup pomocniczy senior łacińskiego patriarchatu Jerozolimy.